# Mimon
Mimon és un gènere de ratpenats de la família dels fil·lostòmids que viuen a Centreamèrica i la meitat nord de Sud-amèrica.

## Taxonomia
- Ratpenat de llança de Bennett (M. bennettii)
- Ratpenat de llança de Cozumel (M. cozumelae)